# Den femte moderniseringen
Den femte moderniseringen (第五个现代化)  var en väggtidning skriven av Wei Jingsheng, uppsatt på demokratimuren i Peking 1978. Väggtidningen krävde att regeringen skulle lägga en femte modernisering till de fyra man angett som Folkrepublikens mål i form av demokrati. Väggtidningen kom att bli en av de viktiga startpunkterna för den kinesiska demokratirörelsen, som kulminerade mot slutet av åttiotalet och protesterna på Himmelska fridens torg 1989.